# Bogursukov
Bogursukov (del ruso: Богурсуков) es un jútor del raión de Krasnogvardéiskoye en la república de Adiguesia de Rusia. Está situado 14 km al sudeste de Krasnogvardéiskoye y 58 km al noroeste de Maikop, la capital de la república. Tenía 151 habitantes en 2010
Pertenece al municipio de Béloye.